# 바르도 국립박물관

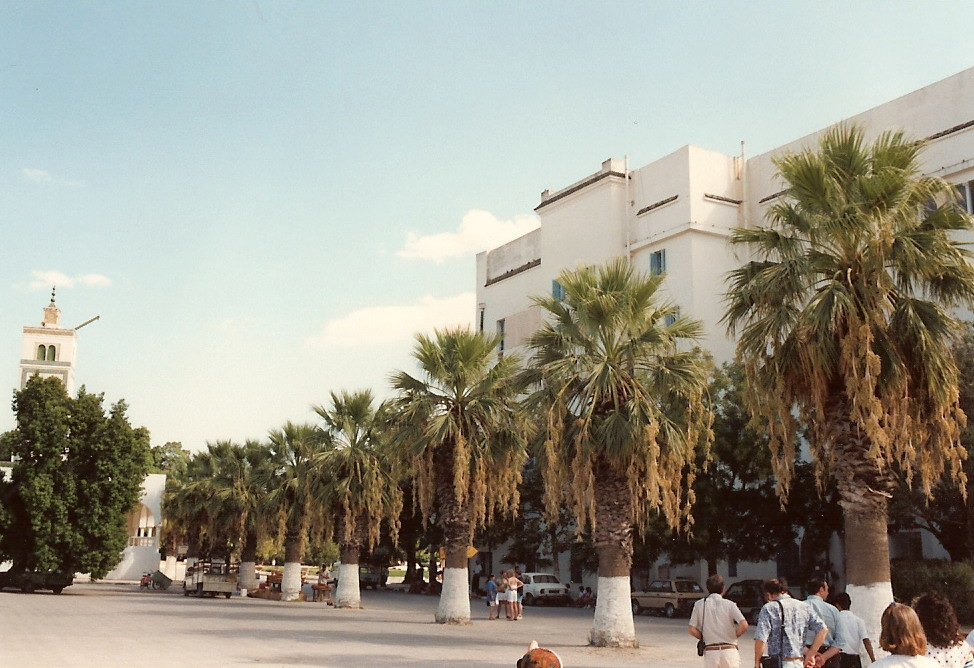
바르도 국립박물관

바르도 국립박물관(아랍어: المتحف الوطني بباردو, 프랑스어: Musée national du Bardo)은 튀니지 튀니스에 있는 국립박물관이며, 1888년 튀니스 베이 궁전에 설립되었다.

## 테러 사건
2015년 3월 18일, 무장 집단이 박물관을 습격하여 다수의 관광객이 사망하고 부상당했다.

## 같이 보기
- 가장 큰 미술관 목록
- 튀니지의 역사
- 고대 카르타고